# Michael Mackenroth
Michael Mackenroth (* 20. März 1942 in Berlin; † 7. Mai 2024 in Frankfurt) war ein deutscher Filmregisseur.
Mackenroth studierte Kunstgeschichte und Philosophie. 1969 bis 1977 war er Regieassistent bei Wolfgang Staudte und arbeitete an dessen Filmprojekten mit (u. a. Der Seewolf, Die Herren mit der weißen Weste, Fluchtweg St. Pauli – Großalarm für die Davidswache, Verrat ist kein Gesellschaftsspiel). In diesem Zeitraum war Staudte als Synchronregisseur für die deutsche Synchronisation der Kubrick-Filme A Clockwork Orange (1972) und Barry Lyndon (1976) verantwortlich. Mackenroth war auch hierbei als Regieassistent tätig und darüber hinaus an den Synchrondrehbüchern beteiligt. Ab 1976 führte er eigene Projekte als Regisseur durch. Im Laufe der 1980er Jahre etablierte er sich als Regisseur von TV-Krimis und inszenierte so bekannte Krimiserien wie Wolffs Revier oder Ein Fall für Zwei.

## Filmografie (Auswahl)
(Erstaufführung)
- 1977: Der Lange Weg der Freiheit (Fernsehfilm)
- 1978: Rosenmontag ist kein Feiertag (Fernsehfilm)
- 1980: Achtung Zoll! (TV-Serie, 5 Folgen der SWF-Staffel)
- 1982: Rom ist in der kleinsten Hütte (Fernsehserie, 13 Folgen)
- 1982–1985: Es muß nicht immer Mord sein (Fernsehserie, mehrere Folgen)
- 1983: Kommissariat IX (TV-Krimiserie, Staffel 3, 13 Folgen)
- 1984: Die Schöffin (7-tlg. Spielserie)
- 1984–2006 Ein Fall für Zwei (Krimiserie, 16 Folgen)
- 1985: Der Prins muß her (Krimiserie)
- 1986: Geheimnis in Cornwall (TV-Kriminalmelodram)
- 1986: Roncalli (6-tlg. Fernsehserie)
- 1988–1989: Die Männer vom K3 (Krimiserie, 3 Folgen)
- 1989: Hessische Geschichten (Fernsehserie, 2 Folgen)
- 1989: Schuldig (Drama)
- 1989: Tatort: Herzversagen (Folge 226 mit Max Palu)
- 1992: Der Fahnder (Krimiserie, 7 Folgen)
- 1992: Eurocops (Krimiserie, mehrere Folgen)
- 1992: Blank, Meier, Jensen (TV-Serie)
- 1992–2004: Wolffs Revier (Krimiserie, 47 Folgen)
- 1994–1997: Faust (Krimiserie mit Heiner Lauterbach, 9 Folgen)
- 1995: A.S. – Gefahr ist sein Geschäft (Krimiserie, 5 Folgen)
- 1997: Doppelter Einsatz (s04e01 "Narkose ins Jenseits")
- 1997–1998: Ein Mord für Quandt (Krimiserie, Pilotfilm und 7 Folgen)
- 1998: Der dreckige Tod (TV-Thriller)
- 1998: Der Kopp (TV-Krimi)
- 1998–2000: Mordkommission (Krimiserie, 4 Folgen)
- 2000–2001: SK Kölsch (Krimiserie, 4 Folgen)
- 2001–2005: Der Ermittler (Krimiserie, 10 Folgen)
- 2002: Der Fall Kramer (TV-Spielfilm)